# Bath City FC
Bath City FC (celým názvem: Bath City Football Club) je anglický fotbalový klub, který sídlí ve městě Bath v nemetropolitním hrabství Somerset. Založen byl v roce 1889 pod názvem Bath AFC. Od sezóny 2012/13 hraje v National League South (6. nejvyšší soutěž). Klubové barvy jsou černá a bílá.
Své domácí zápasy odehrává na stadionu Twerton Park s kapacitou 8 840 diváků.

## Historické názvy
Zdroj: 
- 1889 – Bath AFC (Bath Association Football Club)
- 1902 – Bath Railway FC (Bath Railway Football Club)
- 1905 – Bath City FC (Bath City Football Club)

## Získané trofeje
- Somerset Premier Cup ( 21× )
  - 1929/30, 1933/34, 1935/36, 1951/52, 1952/53, 1957/58, 1959/60, 1965/66, 1967/68, 1969/70, 1977/78, 1980/81, 1981/82, 1983/84, 1984/85, 1985/86, 1988/89, 1989/90, 1993/94, 1994/95, 2007/08

## Úspěchy v domácích pohárech
Zdroj: 
- FA Cup
  - 3. kolo: 1931/32, 1934/35, 1963/64, 1987/88, 1993/94
- FA Trophy
  - Semifinále: 2014/15

## Umístění v jednotlivých sezonách
Stručný přehled
Zdroj: 
- 1908–1909: Western Football League (Division Two)
- 1909–1914: Western Football League
- 1919–1921: Western Football League (Division One)
- 1921–1923: Southern Football League (English Section)
- 1923–1936: Southern Football League (Western Section)
- 1936–1958: Southern Football League
- 1958–1959: Southern Football League (North-Western Section)
- 1959–1965: Southern Football League (Premier Division)
- 1965–1966: Southern Football League (Division One)
- 1966–1967: Southern Football League (Premier Division)
- 1967–1969: Southern Football League (Division One)
- 1969–1972: Southern Football League (Premier Division)
- 1972–1974: Southern Football League (Division One South)
- 1974–1979: Southern Football League (Premier Division)
- 1979–1986: Alliance Premier League
- 1986–1988: Conference National
- 1988–1990: Southern Football League (Premier Division)
- 1990–1997: Conference National
- 1997–2007: Southern Football League (Premier Division)
- 2007–2010: Conference South
- 2010–2012: Conference Premier
- 2012–2015: Conference South
- 2015– : National League South

Jednotlivé ročníky
Zdroj: 
Legenda: Z - zápasy, V - výhry, R - remízy, P - porážky, VG - vstřelené góly, OG - obdržené góly, +/- - rozdíl skóre, B - body, červené podbarvení - sestup, zelené podbarvení - postup, fialové podbarvení - reorganizace, změna skupiny či soutěže
| Sezóny  | Liga                  | Úroveň | Z  | V  | R  | P  | VG | OG | +/- | B  | Pozice |
| ------- | --------------------- | ------ | -- | -- | -- | -- | -- | -- | --- | -- | ------ |
| 2009/10 | Conference South      | 6      | 42 | 20 | 12 | 10 | 66 | 46 | +20 | 72 | 4.     |
| 2010/11 | Conference Premier    | 5      | 46 | 16 | 15 | 15 | 64 | 68 | -4  | 63 | 10.    |
| 2011/12 | Conference Premier    | 5      | 46 | 7  | 10 | 29 | 43 | 89 | -46 | 31 | 23.    |
| 2012/13 | Conference South      | 6      | 42 | 15 | 10 | 17 | 60 | 58 | +2  | 55 | 11.    |
| 2013/14 | Conference South      | 6      | 42 | 18 | 12 | 12 | 64 | 52 | +12 | 66 | 7.     |
| 2014/15 | Conference South      | 6      | 40 | 15 | 8  | 17 | 59 | 57 | +2  | 53 | 14.    |
| 2015/16 | National League South | 6      | 42 | 14 | 11 | 17 | 50 | 61 | -11 | 53 | 14.    |
| 2016/17 | National League South | 6      | 42 | 18 | 8  | 16 | 71 | 51 | +20 | 62 | 9.     |
| 2017/18 | National League South | 6      | 42 | 17 | 12 | 13 | 64 | 48 | +16 | 63 | 9.     |
| 2018/19 | National League South | 6      | 42 | 20 | 11 | 11 | 58 | 36 | +22 | 71 | 5.     |
| 2019/20 | National League South | 6      | 35 | 18 | 9  | 8  | 50 | 37 | +13 | 63 | 4.     |
| 2020/21 | National League South | 6      | 13 | 4  | 1  | 8  | 16 | 23 | -7  | 13 | 18.    |
| 2021/22 | National League South | 6      | 40 | 13 | 6  | 21 | 45 | 68 | -23 | 45 | 18.    |
| 2022/23 | National League South | 6      | 46 | 19 | 10 | 17 | 64 | 57 | +7  | 67 | 11.    |
| 2023/24 | National League South | 6      | 46 | 20 | 13 | 13 | 69 | 51 | +18 | 73 | 6.     |